# Forton (Test Valley)
Forton – przysiółek w Anglii, w hrabstwie Hampshire, w dystrykcie Test Valley. Leży 15 km na północ od miasta Winchester i 96 km na zachód od Londynu. W latach 1870–1872 miejscowość liczyła 281 mieszkańców.